# Sphaerocarpos cristatus
Sphaerocarpos cristatus là một loài rêu trong họ Sphaerocarpaceae. Loài này được M. Howe mô tả khoa học đầu tiên năm 1899.